# Fritz (schackprogram)
Fritz är ett tyskt schackprogram som utvecklats av Frans Morsch och Mathias Feist och marknadsförs av ChessBase. Versionen Deep Fritz är särskilt anpassad för datorer med flera processorer, och/eller processorer med fler än en processorkärna, och då cirka 60 procent snabbare än Fritz. Det finns också en version för handdatorer, kallad Pocket Fritz.

## Utgåvor
De senaste kommersionella utgåvorna är Fritz 15 (utgiven i november 2015, tillgänglig på engelska, franska, holländska och italienska) och Deep Fritz 14 (utgiven i november 2013), samt Pocket Fritz 4 (utgiven 2009, tillgänglig på engelska och tyska).

## Schackmotor
Fritz är också namnet på den motor (chess engine) som används av programmen Fritz och Deep Fritz. Programmet Pocket Fritz använder emellertid inte samma motor: version 1 (2001) och 2 (2003) använder samma motor som schackdatorprogrammet Shredder, programmerat av Stefan Meyer-Kahlen, och versionerna 3 (2007) och 4 (2009) använder HIARCS.